# Dariusz Wieczorek
Dariusz Krzysztof Wieczorek, né le 23 mai 1965 à Szczecin, est un homme politique polonais, ingénieur électrique et directeur de l'industrie touristique.
Depuis 2019, il est membre du Sejm de Pologne. Depuis 2021, il est l'un des vice-présidents du parti de la Nouvelle Gauche. De 2016 à 2020, il a été vice-président de l'Alliance de la gauche démocratique. 
De décembre 2023 à janvier 2025, il fait partie du gouvernement Tusk III en tant que ministre de la Science et de l'Enseignement supérieur.

## Biographie
Dariusz Wieczorek est né le 23 mai 1965 à Szczecin, en Pologne. Il est diplômé du 1er lycée Maria Skłodowska-Curie à Szczecin. Il a étudié l'énergétique à l'Université de technologie de Szczecin, dont il a obtenu une maîtrise en ingénierie en 1989. À l'époque, il était membre de l'Association des étudiants polonais. Plus tard, il a également étudié l'organisation et la gestion de l'économie touristique à l'Université d'économie et de commerce de Poznań, dont il a obtenu son diplôme en 1994, et le droit administratif et gouvernemental local à l'Université de Szczecin, dont il a obtenu son diplôme en 2001.
Il a travaillé dans diverses institutions touristiques, y compris en tant que directeur de section de la fondation Almatur, et au Centre principal d'information touristique (polonais : Centralny Ośrodek Informacji Turystycznej), ainsi que directeur général de l'Agence régionale de promotion touristique (polonais : Regionalna Agencja Promocji Turystyki). Il a été président de la Energetyka Cieplna (Szczecin Thermal Energetics), membre de la direction de la société Enea et directeur de la section commerciale de l'opérateur ENEA.
Il a rejoint l'Alliance de la gauche démocratique et est devenu président de ses structures dans la voïvodie de Poméranie occidentale. De 1994 à 2002, il a été membre du conseil municipal de Szczecin et, de 1998 à 2001, il a été maire adjoint de Szczecin. En 2000, il a reçu la Croix d'or du Mérite pour son implication dans le mouvement étudiant.
Le 31 décembre 1998, le gouvernement local de Szczecin, dirigé par le maire Marian Jurczyk, annule un contrat avec Euroinvest Saller pour la construction d'un hypermarché dans la ville, qui a été convenu avec un gouvernement précédent. En tant que tel, l'investisseur reçoit 5 millions de złotys polonais avec intérêts, qu'il a initialement versés à la ville sous la manière d'acompte. En 2005, Jurczyk, ainsi que six autres membres du gouvernement de la ville, dont Wieczorek, sont accusés de non-respect de leurs obligations et de mise en danger de la ville pour des pertes financières importantes. Le 5 juillet 2007, le tribunal de district de Szczecin condamne Jurczyk et Wieczorek à deux ans d'emprisonnement avec la peine avec sursis avec cinq ans de procès. En outre, ils sont condamnés à une amende et à l'interdiction d'occuper des postes spécifiques dans l'administration publique, et les obligent de réparer les dommages causés. En 2008, la cour d'appel annule la décision précédente de la Cour et renvoie l'affaire. En décembre 2009, les sept personnes accusées dans l'affaire sont acquittées par le tribunal.
De 2002 à 2006, et de 2010 à 2018, il est membre de la voïvodie de Poméranie occidentale Sejmik de la circonscription no 1, qui se compose de la ville de Szczecin et du comté de Police. En 2011 et 2015, il se présente sans succès au poste de membre du Seym de Pologne de la circonscription no 41, qui se compose de la partie ouest de la voïvodie de Poméranie occidentale. En 2016, il devient vice-président de l'Alliance de la gauche démocratique.
Le 19 juillet 2019, l'Alliance de gauche démocratique est devenue une partie de l'alliance politique de gauche. Wieczorek est élu aux élections législatives de 2019 au Seym de Pologne, de la circonscription no. 41. Son mandat débute le 12 novembre 2019. Il a obtenu 24 924 voix à l'élection. 
Le 9 octobre 2021, l'Alliance de la gauche démocratique s'est unie au printemps, formant le nouveau parti de gauche. À la création du parti, il est élu l'un des 14 co-vice-présidents du parti.
Il est réélu aux élections législatives de 2023, dans sa circonscription.

## Vie privée
Dariusz Wieczorek est marié et a un fils. Il est batteur d'un groupe de rock et de heavy metal Vinders, fondé en 1979.

## Décoration
- Croix du mérite polonaise [1]